# Ludwinów (gmina Konstantynów)
Ludwinów – kolonia w Polsce położona w województwie lubelskim, w powiecie bialskim, w gminie Konstantynów.
W latach 1975–1998 miejscowość administracyjnie należała do województwa bialskopodlaskiego.